# Dicranella subsecunda
Dicranella subsecunda là một loài rêu trong họ Dicranaceae. Loài này được Besch. mô tả khoa học đầu tiên năm 1899.